# Alignements du Haut Brambien
Les alignements du Haut Brambien sont des alignements mégalithiques s'étendant sur les Landes du Haut-Brambien, à cheval sur les communes de Pluherlin et Saint-Gravé, dans le Morbihan. 
Selon plusieurs auteurs, dont Hippolyte Violeau (Pèlerinage de Bretagne, 1859), le site comportait pas moins de 2 000 mégalithes, le plus souvent de grande taille, mais généralement renversés. Encore mentionnés à la fin du XIXe siècle, les menhirs qui les composaient ont disparu, probablement utilisés comme pierres de construction lors du creusement du canal de Nantes à Brest et des travaux d'aménagement de la voie ferrée de Questembert à Ploërmel.
François-Marie Cayot-Délandre les décrit ainsi en 1847 :

« C'est (...) la lande dite le Haut-Brambien, qui présente un si grand nombre de blocs de pierre dans un périmètre de 7 à 8 000 mètres (...). Ce lieu, fort peu visité et par conséquent peu connu, est véritablement remarquable par le nombre, les dimensions et la disposition des blocs énormes qui en jonchent le sol. On estime à 2 000 le nombre de ces pierres. Peu d'entre elles sont verticales ; presque toutes sont renversées ou n'ont peut-être même jamais été debout. (...). Il est impossible de rendre l'aspect de ces innombrables pierres en désordre, pêle-mêle, debout ou renversées, qui évidemment ont été disposées de main d'homme, mais dont le motif et la destination resteront sans doute toujours pour nous un mystère impénétrable. »

Selon A. Marteville et P. Varin, qui ont publié leur livre en 1853, le désordre des pierres et le renversement de la plupart d'entre elles date des premiers temps du christianisme : « le culte nouveau, voulant détruire ces insignes d'une religion barbare, les aura culbutés et dispersés au sol ». 